# فعالیت‌های سیا در فرانسه
در حالی که سیا با همتای فرانسوی خود، اداره کل امنیت خارجی همکاری می‌کند، کشورها اطلاعاتی را دربارهٔ یکدیگر جمع‌آوری می‌کنند، به ویژه در زمینه‌های اقتصادی و علمی.

## فرانسه ۱۹۵۰

### آمادگی جنگی غیر متعارف
سیا شاخه فرانسوی عملیات گلادیو را تشکیل می‌دهد. دریاسالار پیر لاکوست اظهار داشت که سیا از گلادیوی فرانسوی و سازمان افراطی راست‌گرای ارتش مخفی برای حمله به چارلز دیگل حمایت می‌کند.
سیا مظنون است که در حزب کمونیست فرانسه نفوذ کرده و برای حمایت از رشد کمونیست‌های غیرانقلابی در فرانسه تلاش کرده‌است تا نفوذ شوروی را بر عناصر رادیکال تر در حزب کمونیست فرانسه خنثی کند.
سیا مظنون است که در حمایت از شورش‌های دانشجویی علیه چارلز دیگل برای انتقام گرفتن از خروج او از ناتو و سیاست‌های فرانکوفیلی او دست داشته‌است.
«شارل دوگل با استفاده از جنبش‌های ملی‌گرایانه و جدایی‌طلبانه در کبک، تحت عنوان «تکنیک کمک و همکاری» یا «عملیات اسکوت» عملیات‌های مخفیانه را در کبک انجام داد. ژاک فوکارت مأموران خدمات اسناد خارجی و ضد جاسوسی را به کبک فرستاد تا رشد جنبش‌های جدایی‌طلب را توسعه دهند و تشویق کنند.»

### فرانسه ۱۹۹۲

#### مجموعه اطلاعات مخفی
به گفته باب گیتس، مدیر اطلاعات مرکزی آمریکا، حداقل ۲۰کشور از اروپا، آسیا، خاورمیانه و آمریکای لاتین در فعالیت‌های اطلاعاتی که برای منافع اقتصادی ما مضر است، مشارکت دارند. برخی از موارد خاص تکان دهنده هستند. بر اساس مقاله اخیر نیویورک تایمز توسط پیتر شوایزر، «بین سال‌های۱۹۸۷ و۱۹۸۹، اطلاعات فرانسه خال‌هایی را در چندین شرکت آمریکایی از جملهIBM کاشت. در پاییز سال۱۹۹۱، یک تیم اطلاعاتی فرانسوی تلاش کرد تا فناوری «رادارگریز» را از لاکهید بدزدد. گزارش‌های دیگر گزارش می‌دهند که واحدهای اطلاعاتی فرانسه هر روز۱۰ تا ۱۵بار در هتل‌های بزرگ پاریس برای کپی اسنادی که متعلق به بازرگانان، روزنامه‌نگاران و دیپلمات‌ها است، حمله می‌کنند. بر اساس گزارش‌های دیگر، فرانسوی‌ها دستگاه‌های شنود را در پروازهای ایرفرانس پنهان کرده‌اند تا اطلاعات اقتصادی مفیدی را از مسافران تجاری دریافت کنند.

### فرانسه ۱۹۹۳

#### مجموعه اطلاعات مخفی
«در سال۱۹۹۳، آر. جیمز وولسی، مدیر جدید اطلاعات مرکزی در آن زمان، علناً اعلام کرد که اطلاعات اقتصادی متمرکز بر رویه‌های فساد اروپایی و رشوه‌دهی اکنون یک برنامه سیا است. اطلاعات فرانسه به شدت به دنبال اطلاعات مدیران آمریکایی بود. وولسی گفت: «دیگر آقای خوب نیست.»
اندکی بعد، ایستگاه سیا پاریس حداقل ۵افسر داشت که روی درک سیاست تجاری ملی فرانسه و مقابله با جاسوسی اقتصادی فرانسه علیه ایالات متحده کار می‌کردند. ۴نفر تحت پوشش دیپلماتیک و یک نفر تحت پوشش غیررسمی قرار داشتند.

### فرانسه ۱۹۹۵

#### مجموعه اطلاعات مخفی
بازرس کل سیا گزارشی در مورد کار خدمات مخفی سیا در زمینه اطلاعات اقتصادی ارائه کرد که احتمال دارد برای پایان دادن به شغل چندین افسر، از جمله رئیس ایستگاه پاریس، دیک هولم، رئیس بخش علوم رایانه اروپا، جوزف دی ترانی، و حداقل چهار افسر پرونده.
وزیر کشور فرانسه، شارل پاسکوا، این مشکل را در فوریه۱۹۹۵ فاش کرد. افسری که تحت پوشش غیررسمی به عنوان نماینده بنیاد بود، در ظاهر شدن به عنوان نماینده بنیاد، دو اشتباه داشت: ارتباط بیش از حد آشکار با ایستگاه سیا و ارتباط بسیار مخفیانه با هدف خود، یک مقام فرانسوی آقای هولم، رئیس ایستگاه، از رابطه عاشقانه ای که او با این مقام انجام می‌داد، مطلع شد. واضح بود که این عاشقانه می‌تواند عملیات را به خطر بیندازد. هولم رئیس خود را متقاعد کرد که عملیات را ادامه دهد.
با این حال فرانسوی‌ها توافق معمول میان سرویس‌های غربی را شکستند و آنچه را که آموخته بودند اعلام کردند و افسر مستقر در سفارت را «ناسازگار با وضعیت دیپلماتیک آنها» اخراج کردند.بحث و جدل بر سر سؤالاتی در مورد اینکه آیا جاسوسی از متحدان برای داده‌های اقتصادی برای سیا کار شایسته‌ای است، شعله‌ور شد، حتی اگر متحدان این کار را با ایالات متحده انجام دهند، یا اینکه ماموریت‌های دیگر اولویت بیشتری دارند.در حالی که جنبه‌های تراژیکیک وجود داشت، این موضوع که جاسوسی در میان متحدان اسمی چه چیزی قابل تحمل است، پیچیده باقی می‌ماند، به‌ویژه زمانی که شامل مسائل امنیتی واضحی مانند جاناتان پولارد باشد.

### فرانسه ۲۰۰۶

#### بازنمایی و مجموعه اطلاعات مخفیانه
فدراسیون بین‌المللی حقوق بشر و اتحادیه حقوق بشر با ارائه شکایتی از دادستان عمومی فرانسه خواستند تا در مورد استفاده ادعایی از فرودگاه‌های فرانسه توسط پروازهای مخفی سیا که مظنونان تروریستی را حمل می‌کنند، تحقیق کند.